# 日本ダーツ協会
公益社団法人日本ダーツ協会（にほんダーツきょうかい）は、日本のダーツの国内競技連盟。ダーツを普及し生涯スポーツとしてのダーツ競技の発展のために作られた。

## 概要
日本一決定戦の日本選手権とPDC ワールド・ダーツ・チャンピオンシップをはじめとする国際大会の派遣、また初心者講習会を主な業務を行っている。

## 歴史
1975年（昭和50年）1月に日本のダーツ仲間と在日外国人のダーツ有志によって設立。4月に第1回日本選手権が行われる。1984年（昭和59年）に国際大会「アジアカップ」を開催。1988年（昭和63年）6月にワールドダーツグランプリトーナメント、10月に「パシフィックカップ」を開催。1989年（平成元年）8月に文部大臣の認可を得て社団法人に。
2007年（平成19年）より、日本初のプロトーナメント「PERFECT ソフトダーツプロトーナメント」を年間を通して公認。
2012年（平成24年）より、ダーツライブ社が公認するプロトーナメント(「SOFT DARTS PROFESSIONAL TOUR JAPAN」)を公認。

## 所属プロ選手

### 男性
| - 星野光正 - 山田勇樹 - 朝倉聖也 - 藤澤広次 - 高橋秀一 - 齋藤晃 - 村井義浩 - 佐々木英明 - 伊藤雅崇 - 内藤誠 - 浅田斉吾 - 新垣繁彦 - 菅原雄太 - 西謙治 - 前谷芳宏 - 柚木洋一 - 小笠原浩明 - 飯野寿登 - 杉山宗嗣 - 前嶋志郎 - 大見紀貴 - 對馬俊哉 - 菅井龍 - 遠藤淳 - 松本篤 - 福永正和 | - 宇良仁志 - 伴健志 - 砂川大 - 浅野大一 - 三好秀次郎 - 上代将志 - 三野博幸 - 植田三四郎 - 林勇太 - 佐々木秀樹 - 新里真吾 - 井上明洋 - 藤井雅之 - 松元大奉 - 市川琢巳 - 山本和也 - 浅田剛司 - 松下大造 - 沼田俊也 - 大穂徳睦 - 江島一成 - 真栄喜善也 - 宮平誠 - 宇都格 - 江口祐司 - 田中健一郎 |  |  |

### 女性
| - 岩永美保 - 宮本奈実 - 長澤くみこ - 松本恵 - 檜山亜紗子 | - 石原瑞穂 - 田中純佳 - 松川菜美 - 降矢薫 - 本山瑠美 |